# Tomasz Mańkowski

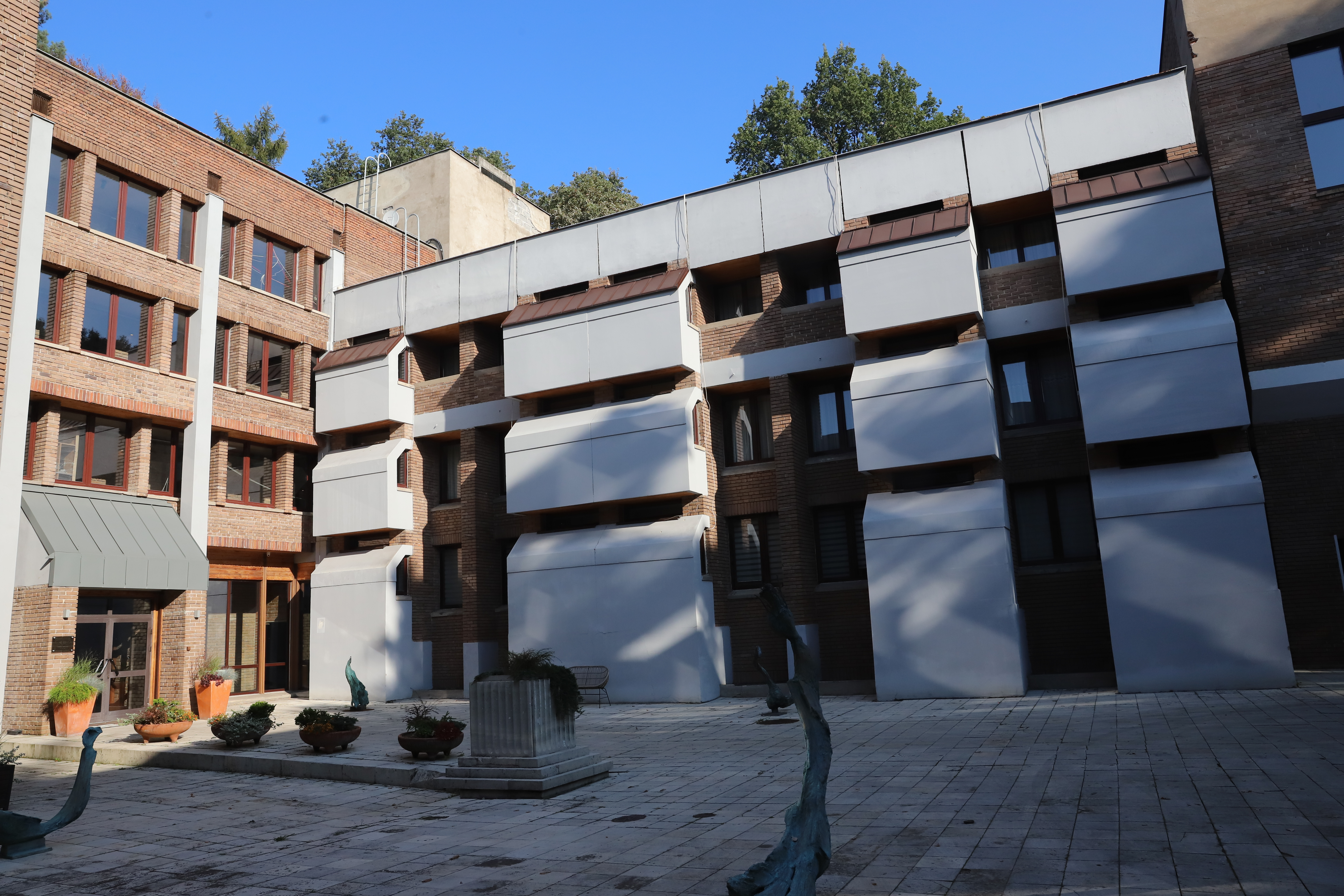
Fragment Kolegium Polonijnego w Przegorzałach w Krakowie

Tomasz Mańkowski, pierwotnie Tomasz Eibenschütz (ur. 17 sierpnia 1926 w Krakowie, zm. 27 lipca 2012 tamże) – polski architekt i pedagog.
Kierownik Katedry Architektury Mieszkaniowej i Dyrektor Instytutu Projektowania Architektonicznego Politechniki Krakowskiej. Profesor Uniwersytetu Architektonicznego w Wenecji, Uniwersytetu w Tsukubie i Uniwersytetu w Las Palmas. Mąż architektki Jadwigi Pancerzyńskiej-Mańkowskiej, ojciec biologa i filozofa Marcina Mańkowskiego, później mąż architektki Marii Mańkowskiej, ojciec malarki Ewy Mańkowskiej-Grin.

## Życiorys
Urodził się w zasymilowanej rodzinie żydowskiej, jako syn adwokata Stanisława Eibenschütza (1898–1959) i Eweliny z domu Anisfeld (1900–1989). Podczas okupacji niemieckiej rodzina przyjęła nazwisko Mańkowski.
Ukończył Liceum im. Bartłomieja Nowodworskiego. W latach 1945–1946 drużynowy Szarej Siódemki. Absolwent Wydziału Architektury Politechniki Krakowskiej, uczeń Juliusza Żórawskiego i Louisa Kahna. Od 1949 asystent na Politechnice Krakowskiej. W 1959 obronił rozprawę doktorską na temat Zagadnienie budowy domów jednorodzinnych odpadów drzewnych, którą napisał pod kierunkiem prof. Adama Mściwujewskiego.
W 1962 Rada Wydziału Architektury Politechniki Krakowskiej powierzyła mu obowiązki zorganizowania Katedry Architektury Mieszkaniowej, którą następnie kierował w latach 1963–1999. Równocześnie otrzymał zlecenie na zaprojektowanie w Krakowie Miasteczka Studenckiego dla 12 tysięcy mieszkańców. W tym celu w Katedrze powołał do życia wielobranżową pracownię, która w czasie swej działalności (1962–2000) zaprojektowała również około dwustu innych obiektów. Był współtwórcą Wydziału Architektury i Sztuk Pięknych Krakowskiej Akademii im. Andrzeja Frycza Modrzewskiego.
Promotor rozpraw doktorskich: Zdzisława Arzta (1963), Tadeusza Gawłowskiego (1963), Wojciecha Pietraszewskiego (1967), Jerzego Chronowskiego (1968), Zofii Nowakowskiej (1968), Przemysława Gawora (1968), Jana Meissnera (1968), Zbigniewa Wolaka (1970), Jerzego Petelenza (1970), Włodzimierza Glenia (1973), Jerzego Ullmana (1974), Dariusza Kozłowskiego (1976), Slobodana Vukaljovica (1978), Faraidoona Saida (1982), Zbigniewa Golonki (1983), Marii Misiągiewicz (1984), Salema Ahmeda (1986), Anny Frysztak (1987), Krzysztofa Ingardena (1988), Aleksandra Noworola (1988), Czesława Bieleckiego (1997), Piotra Wróbla (1998).

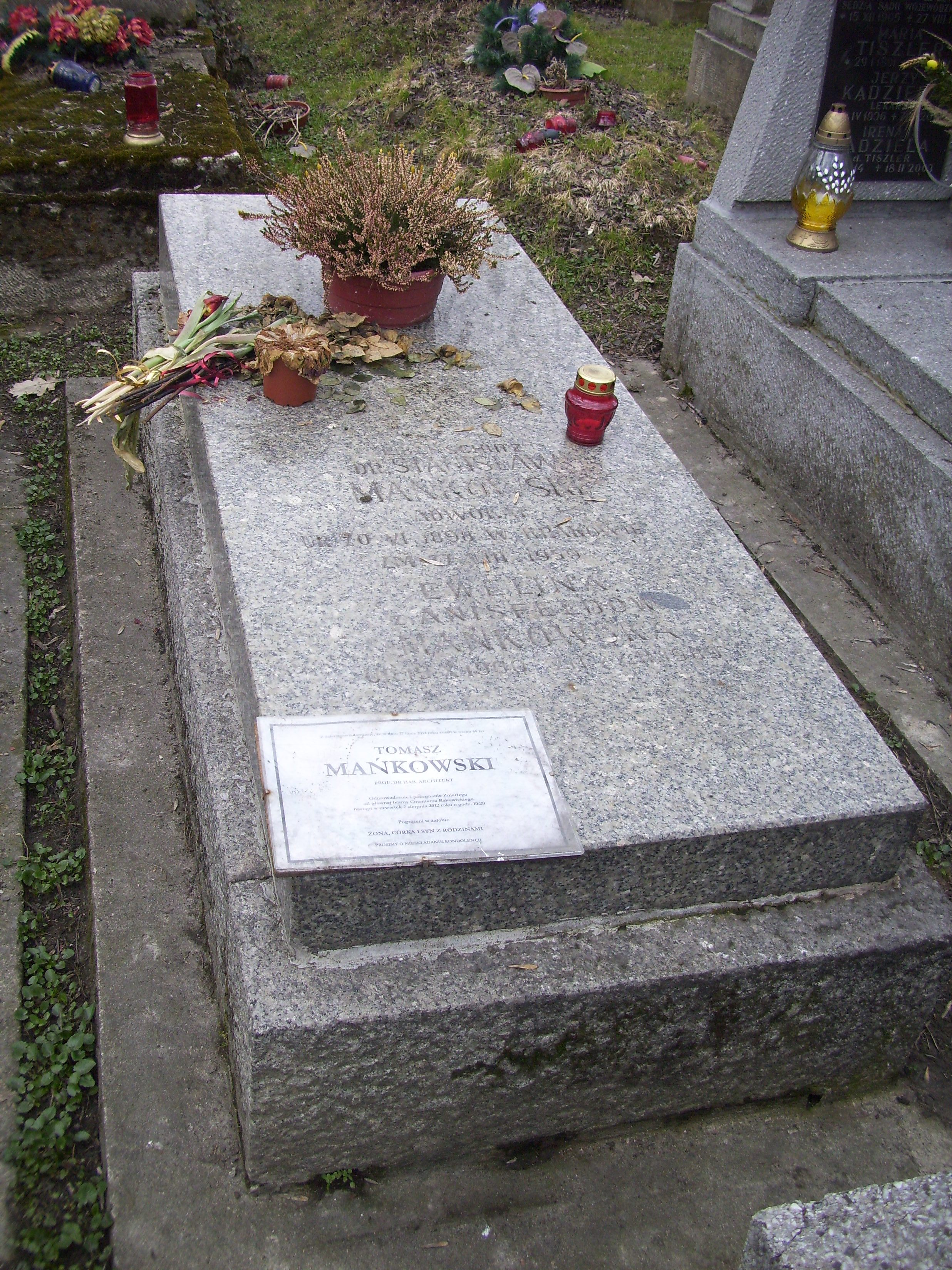
Grób Tomasza Mańkowskiego na cmentarzu Rakowickim w Krakowie

W latach 1950–1962 był szefem wojskowego biura projektów w Krakowie, a w latach 1979–1999 dyrektorem Instytutu Projektowania Architektonicznego. Członek Komisji Architektury i Urbanistyki Oddziału Polskiej Akademii Nauk w Krakowie, od 1965 przewodniczący Sekcji Mieszkaniowej PAN. Autor programu mieszkaniowego dla Iraku, 1976–1979.
Stypendysta University of Pennsylvania w latach 1961–1962 oraz Fundacji Wandy Roehr na Uniwersytecie Harwardzkim, Fundacji im. Tadeusza Kościuszki w Nowym Jorku w latach 1976–1978. Profesor kompozycji na Uniwersytecie Architektonicznym w Wenecji (1982–1983), Visiting Professor w School of Art and Design Uniwersytetu Tsukuba w Japonii (1987–1988). Współpracował naukowo z uniwersytetami w Wenecji, Las Palmas, Sewilli, Mediolanie, Rzymie, Neapolu, Tokio, Münster. Koordynator międzynarodowego projektu Tempus Phare (1991–1998).

## Odznaczenia, nagrody i wyróżnienia
Laureat wielu nagród, wyróżnień i odznaczeń, m.in. Nagrody Miasta Krakowa (1976), Nagrody Honorowej SARP (Kraków 1988), nagród za „Projekt Roku” 1995, 1997, 2004. Wyróżniony Medalem Edukacji Narodowej, a także Medalami Uniwersytetów w: Toruniu 1967, Wenecji 1983, Las Palmas 1993 i Politechniki Krakowskiej 2000. Wielokrotny laureat nagród Ministrów Nauki, Gospodarki, Budownictwa.
Wielokrotny laureat nagród w konkursach SARP, w tym I Nagroda i realizacja Siedziby Radia Kraków 1996-1999 z Piotrem Wróblem. Jego projekt Wioski Dziecięcej im. Janusza Korczaka w Oświęcimiu zdobył miano Architektonicznego Wydarzenia Roku 1992 SARP.
W 2002 roku ukazała się Książka „Budowanie świata, wokół twórczości Tomasza Mańkowskiego” autorstwa Michała Wiśniewskiego.
Od czerwca do listopada 2022 trwała w Muzeum Architektury we Wrocławiu pierwsza monograficzna wystawa przedstawiająca twórczość Tomasz Mańkowskiego.

## Ważniejsze projekty i realizacje

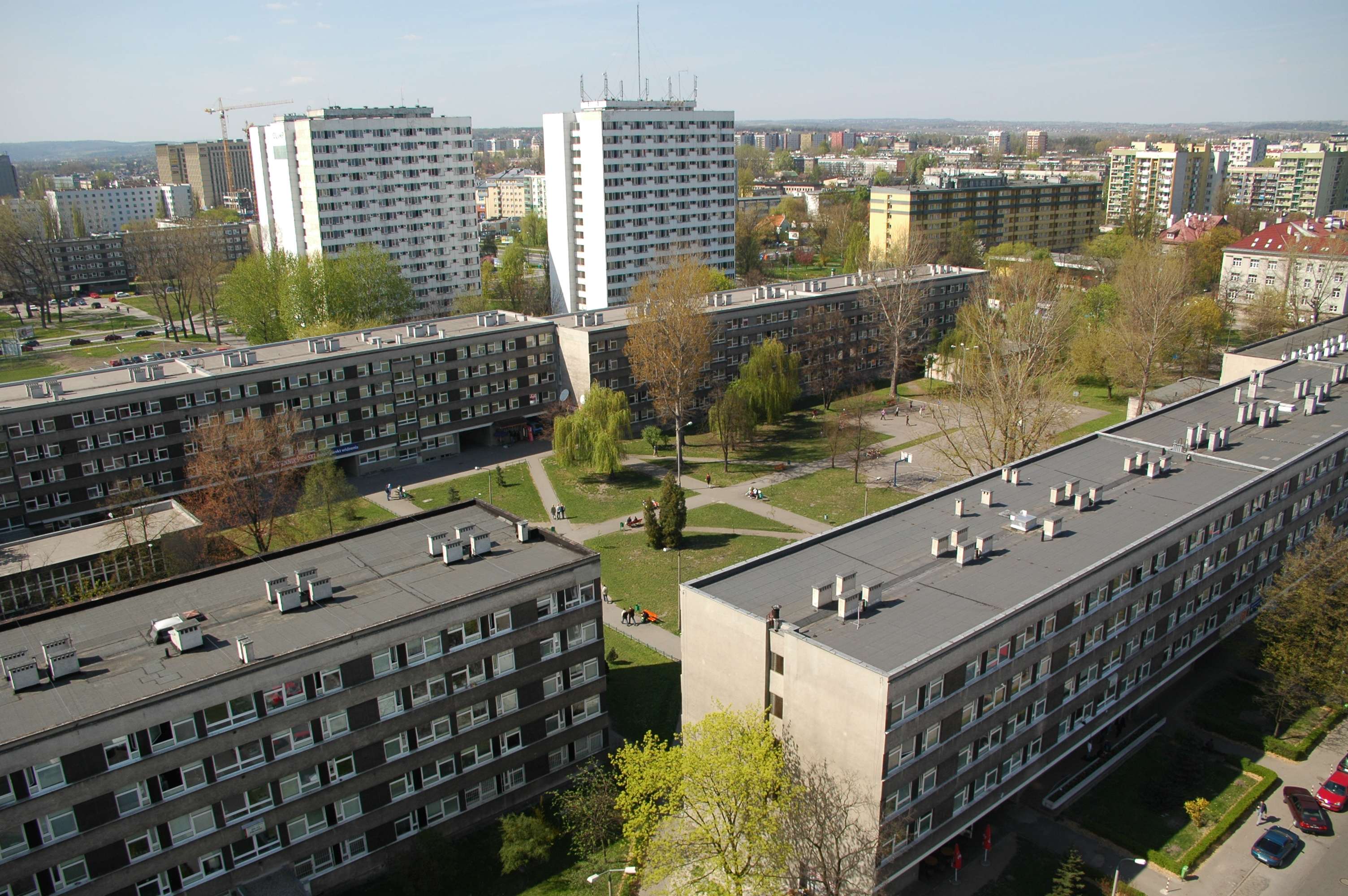
Miasteczko Studenckie AGH

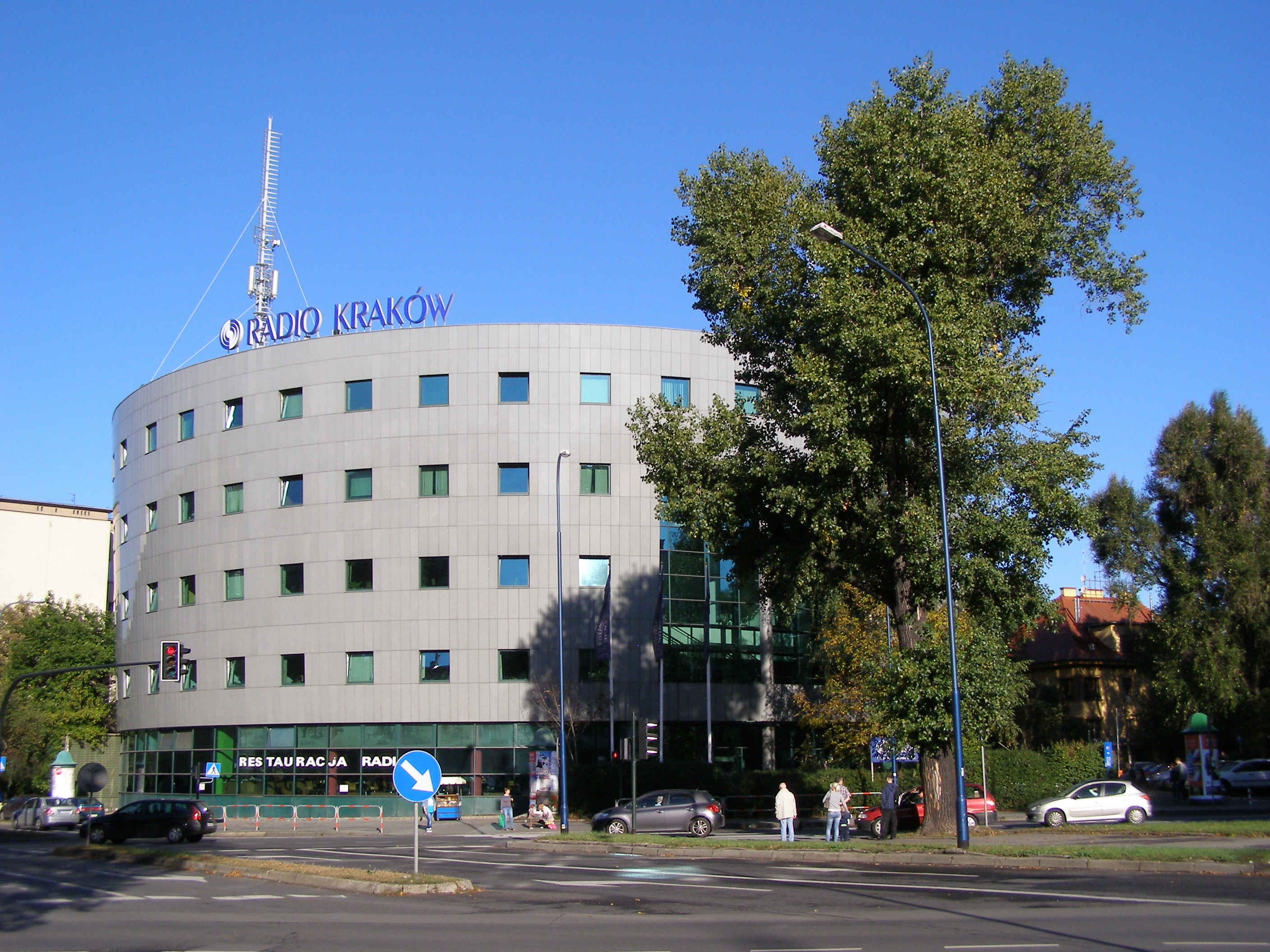
Budynek Radia Kraków

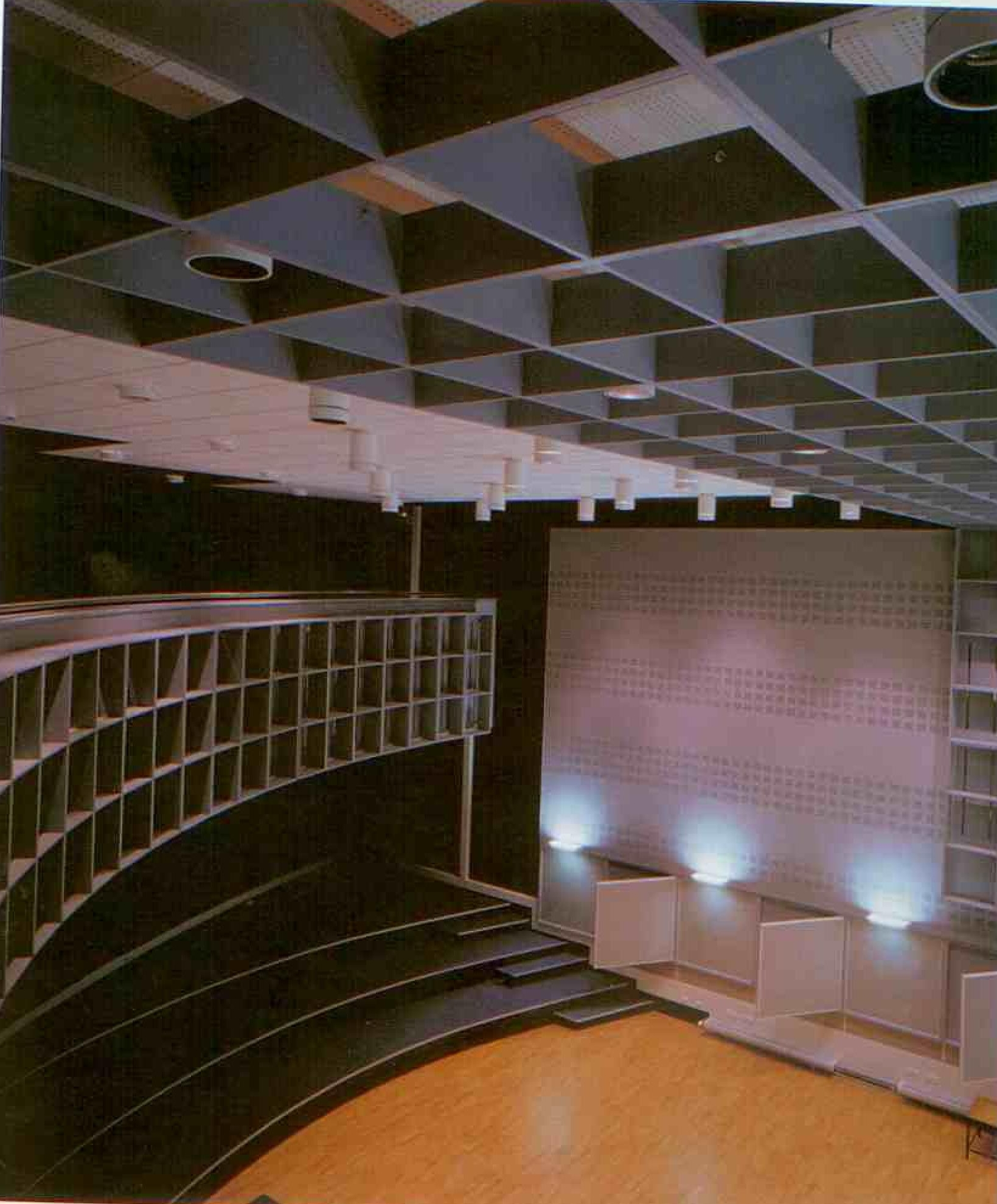
Wnętrze budynku Radia

- 1952: Projekt urbanistyczny jednostki wojskowej w Szczakowej, Nagroda Dowódcy Okręgu Wojskowego Kraków
- 1955: Klub Dziennikarzy w Krakowie z Wiktorem Zinem i Witoldem Skuliczem (zrealizowany)
- 1955: Wzorcowy dom jednorodzinny dla Wojewódzkiego Zakładu Architektury i Budownictwa
- 1956: Projekt na konkurs na Planetarium w Warszawie, I wyróżnienie z Tadeuszem Kantorem i Jerzym Sztarkiem
- 1956: Projekt na Konkurs Powszechny SARP na pawilon polski w Brukseli
- 1957: Dom jednorodzinny prefabrykowany z odpadów drzewnych 64 m² (zrealizowany)
- 1960: Projekt na konkurs ograniczony SARP na szkołę typową, I nagroda z Tadeuszem Janowskim
- 1961: Domy szeregowe w Filadelfii (zrealizowane)
- 1963–2004: Miasteczko Studenckie w Krakowie (generalny projektant i główny projektant poszczególnych zadań; zrealizowane)
- 1965: Projekt na Konkurs międzynarodowy na centrum mieszkalne w Tel Awiwie, z Andrzejem Skoczkiem
- 1967: Dom studencki dla 350 osób dla Uniwersytetu Mikołaja Kopernika (zrealizowane)
- 1968: Projekt na konkurs międzynarodowy na pomnik Chana Asparucha w Sofii, z Antonim Kostrzewą
- 1968: Mieszkaniowa Jednostka Modelowa dla Bagdadu (główny projektant)
- 1970: Projekt na konkurs społeczny SARP na Centrum Zdrowia Dziecka, wyróżnienie z Dariuszem Kozłowskim i Marią Mańkowską
- 1970: Projekt na konkurs międzynarodowy na dzielnicę mieszkalną w Wiedniu
- 1972: Typowy dom studencki dla szkół technicznych, z Marią Mańkowską (zrealizowane)
- 1973: Projekt na konkurs zamknięty SARP na budynek Akademii Rolniczej w Krakowie, I nagroda, z Marią Mańkowską
- 1973: Projekt zespołu czterech domów studenckich Politechniki Krakowskiej w Czyżynach, z Marią Mańkowską (zrealizowany)
- 1975: Projekt urbanistyczny Kolegium Polonijnego UJ (zrealizowany)
- 1975: Hotel Kolegium Polonijnego UJ w Przegorzałach, z Dariuszem Kozłowskim (zrealizowany)
- 1976–1979: Program Mieszkaniowy dla Iraku (kierownik programu; Nagroda Ministra Gospodarki Przestrzennej; Nagroda Ministra Szkolnictwa Wyższego)
- 1984: Projekt na konkurs zamknięty międzynarodowy na osiedle Santa Marta w Wenecji
- 1989: Kompleks Szkoły Drukarskiej przy ul. Kapelanka w Krakowie, z Ewą Heger i Aleksandrem Noworólem (Nagroda Wojewody Małopolskiego)
- 1990–1991: Wioska Dziecięca w Oświęcimiu (Projekt międzynarodowy z udziałem architektów: Mario Botta, Fumihiko Maki, Mikihiro Mimura, Gianugo Polesello, Gianni Fabbri, Gerhard Durschke, Steven Scholz, Aurelio Galfetti, Zofia Nowakowska, Maria Mańkowska, Dariusz Kozłowski,; Architektoniczne Wydarzenie Roku 1991)
- 1992: Projekt na konkurs międzynarodowy na Salę Kongresową w Nara, Japonia, z Marią Mańkowską i Piotrem Gajewskim
- 1993: Dom mieszkalny dla WSP w Krakowie przy ul. Armii Krajowej (nagroda „Projekt roku”)
- 1996: Projekt na konkurs powszechny SARP na budynek Radia Kraków i realizację, z Piotrem Wróblem (I nagroda, Mister Krakowa 2000, Nagroda Ministra Budownictwa, Nagroda „Projekt roku”, Nominacja do Nagrody „Mies van der Rohe” W Barcelonie; zrealizowany)
- 1999: Projekt na konkurs zamknięty na ambasadę polską w Berlinie, z Piotrem Wróblem
- 2002: Projekt na konkurs powszechny SARP na budynek opery w Krakowie, z Piotrem Wróblem
- 2003: Projekt na konkurs powszechny na rozbudowę Akademii Pedagogicznej w Krakowie, z Piotrem Wróblem
- 2003: Projekt na konkurs powszechny SARP na Muzeum Tadeusza Kantora w Krakowie
- 2003: Dom studencki „Za kolumnami” dla Akademii Pedagogicznej w Krakowie dla 400 osób, z Piotrem Wróblem (nagroda Realizacja roku 2005; zrealizowany)